# Dicolecia bifurcata
Dicolecia bifurcata är en insektsart som beskrevs av Nielson 1982. Dicolecia bifurcata ingår i släktet Dicolecia och familjen dvärgstritar. Inga underarter finns listade i Catalogue of Life.